# Пёнтница (гмина)
Пёнтница (пол. Piątnica) — сельская гмина (волость) в Польше, входит как административная единица в Ломжинский повет, Подляское воеводство. Население — 10 787 человек (на 2011 год). Административный центр гмины — деревня Пёнтница-Подуховна.

## Демография
Данные по переписи 2011 года:
| Перепись            | Всего | Мужчины | Женщины |
| ------------------- | ----- | ------- | ------- |
| Всего               | 10787 | 5460    | 5327    |
| Городское население | 0     | 0       | 0       |
| Сельское население  | 10787 | 5460    | 5327    |

## Поселения
1. Буды-Чарноцке
2. Буды-Миколайка
3. Хощево
4. Чарноцин
5. Добжиялово
6. Дроздово
7. Дроженцин-Любеево
8. Эльжбецин
9. Гомульник
10. Гурки-Сыпнево
11. Гурки-Шевково
12. Гуты
13. Езорко
14. Калиново
15. Каленчин
16. Кисельница
17. Кобылин
18. Косаки
19. Ковнаты
20. Ковнаты-Колёня
21. Кшево
22. Курпе
23. Маряново
24. Мотыка
25. Муравы
26. Нагурки
27. Неводово
28. Нове-Кшево
29. Новины
30. Новы-Цыдзын
31. Ольшины
32. Ольшины-Колёня
33. Пенза
34. Пёнтница
35. Пёнтница-Влосчаньска
36. Понят
37. Раково-Богине
38. Раково-Чахы
39. Жондково
40. Стары-Цыдзын
41. Стары-Дроженцин
42. Тарасково
43. Трушки
44. Виктожин
45. Вылудзин
46. Выромб
47. Выжики
48. Забавка
49. Желехы

## Соседние гмины
1. Гмина Ломжа
2. Ломжа
3. Гмина Едвабне
4. Гмина Малы-Плоцк
5. Гмина Стависки
6. Гмина Визна